# Evgenij Petrovič Obolenskij
Evgenij Petrovič Obolenskij in russo Евгений Петрович Оболенский? (Novomyrhorod, 6 ottobre 1796 – Kaluga, 26 febbraio 1865) è stato un militare russo, fu uno dei più attivi decabristi.
Fu lui, il 14 dicembre 1825, a ferire con un colpo di baionetta il governatore di San Pietroburgo, generale Michail Andreevič Miloradovič, mentre questi tentava di calmare i membri decabristi del senato.